# Spoorlijn Kil - Torsby
De spoorlijn Kil - Torsby (Zweeds: Frykdalsbanan) is een spoorlijn in het westen van Zweden in de provincie Värmlands län. De lijn verbindt de plaatsen Kil en Torsby met elkaar. De spoorlijn is 82 kilometer lang en werd in 1915 in gebruik genomen.
Op de lijn wordt zowel passagiers- als goederenvervoer uitgevoerd. Het passagiersvervoer wordt verzorgd door Värmlandstrafik. In de dienstregeling van 2016 rijden er op doordeweekse dagen ongeveer 12 treinen tussen Karlstad, Kil en Sunne. Daarvan rijden er ongeveer acht door tot aan Station Torsby.

## Afbeeldingen

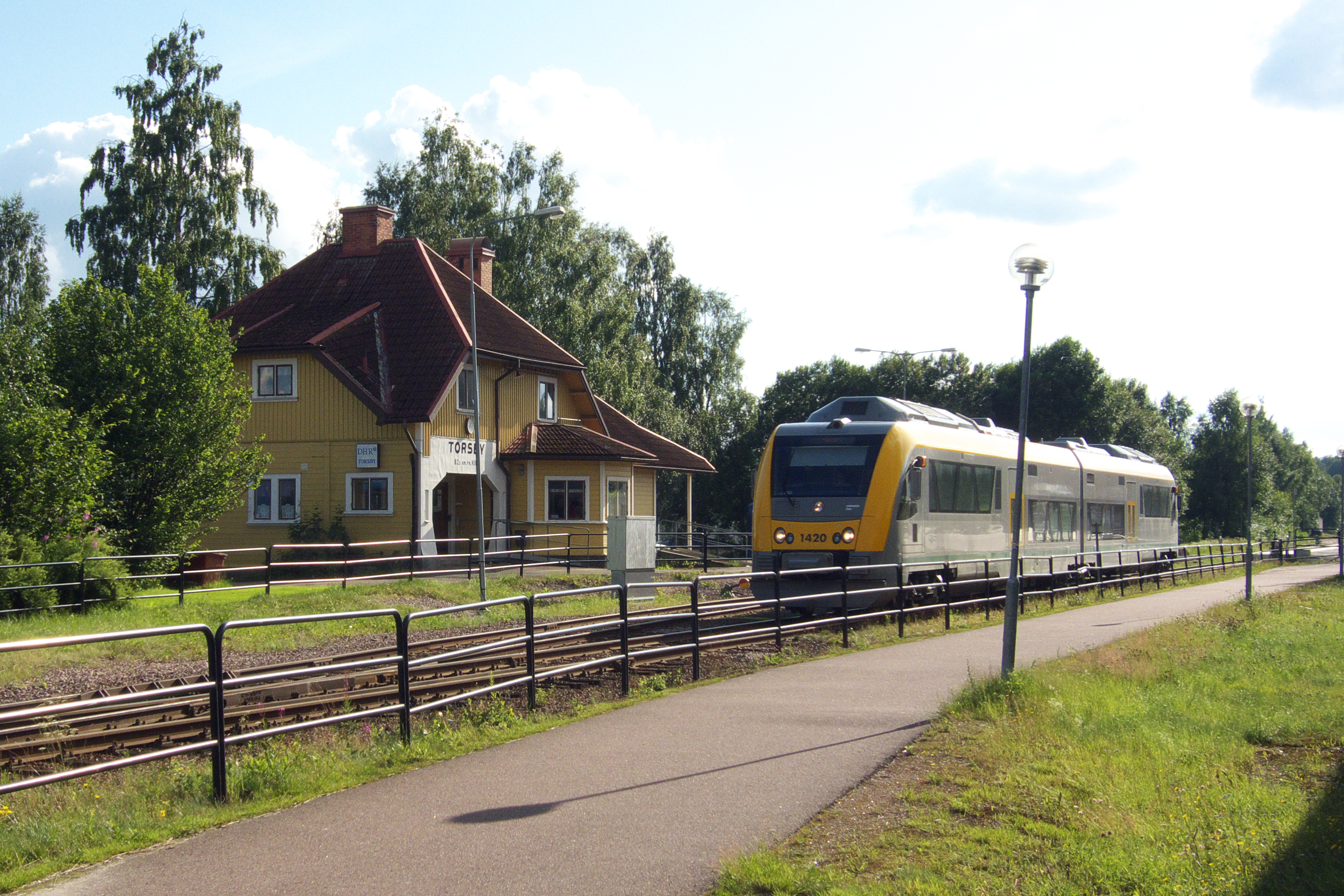
Station Torsby
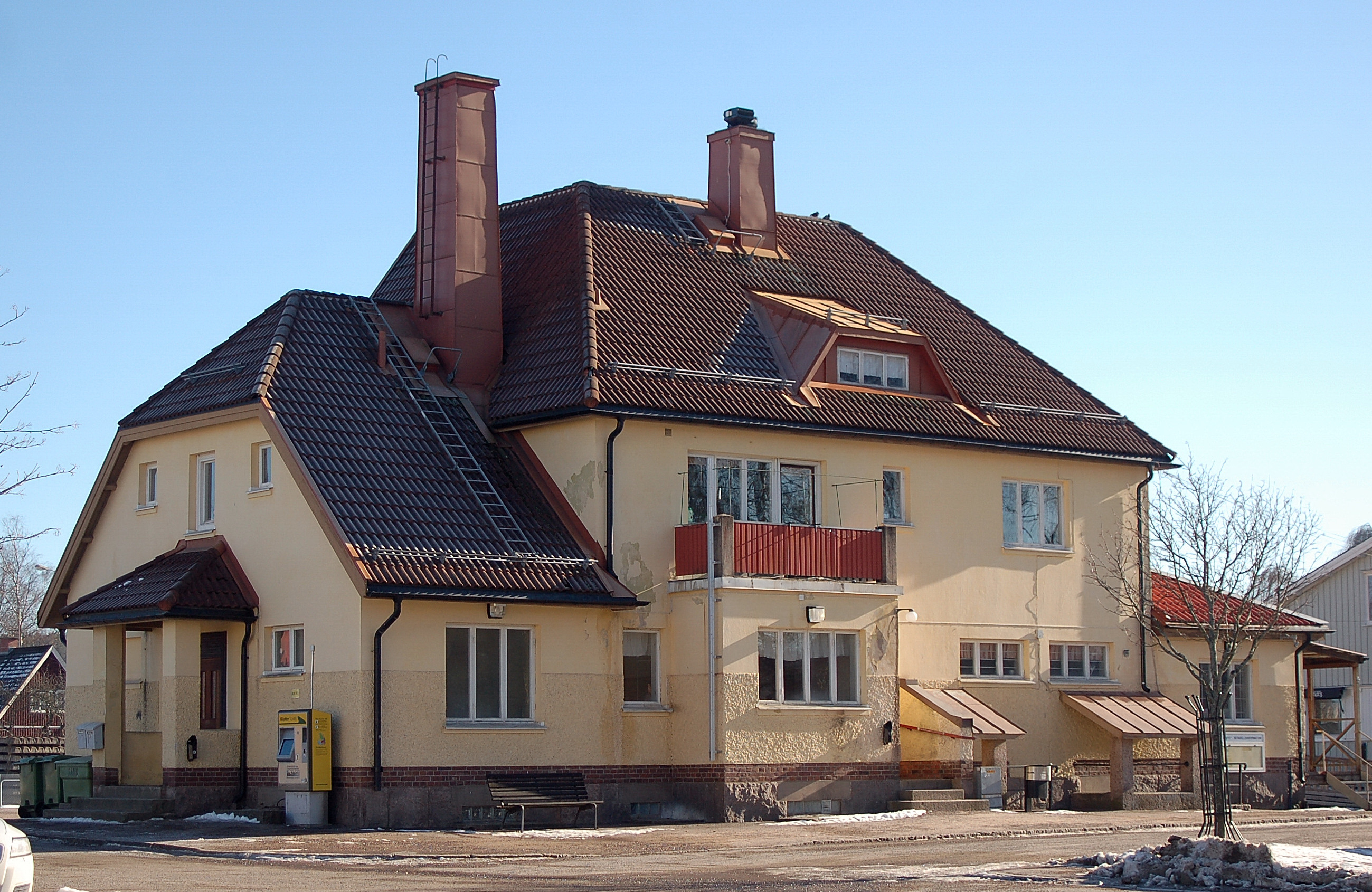
Station Sunne
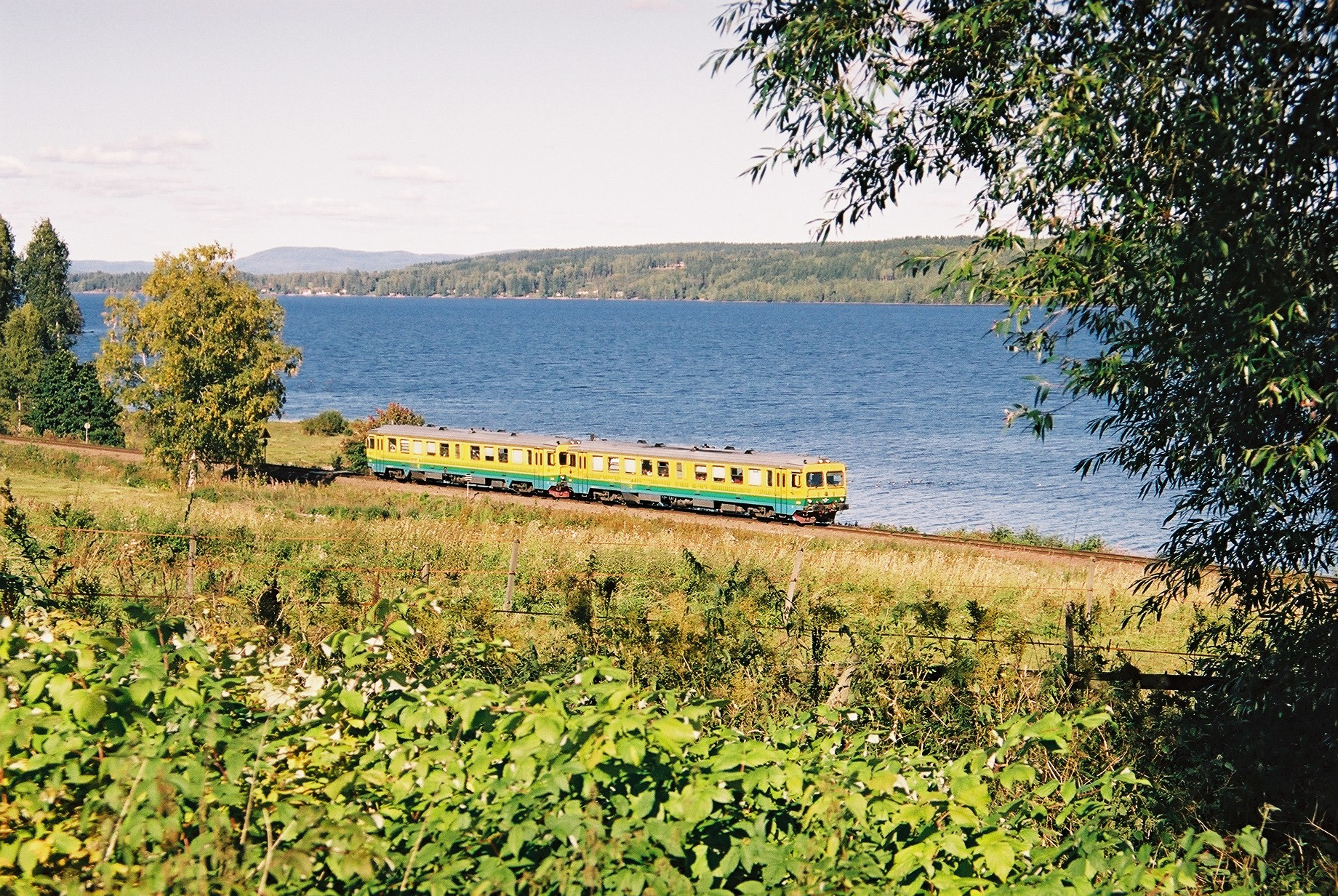
Bij Västra Ämtervik, 2003